# 谷井等
谷井 等（たにい ひとし、1972年6月2日 - ）は、日本の実業家（シリアルアントレプレナー）、創業間もないベンチャー企業に資金を供給するエンジェル投資家。大阪府出身。
大阪市西区九条出身。紳士服店を営む家に生まれる。インターネット・バブル期の1997年に、神戸大学経営学部で同期だった中村崇則らと無料メーリングリストに広告を付ける事業でデジタルネットワークサービスを設立。ベンチャーキャピタルからの出資を得て、2000年に同社をインフォキャストに改組して、楽天に売却。その後三木谷浩史からの出資を受けてシナジーマーケティングの前身企業を設立した。
現在は株式会社ペイフォワード、ハッピーPR株式会社の代表取締役、シナジーマーケティング株式会社の取締役会長、株式会社マーケットエンタープライズ、株式会社スペースエンジン、株式会社エニキャリ、株式会社オンデック、株式会社マンダムの社外取締役を兼任している。

## 経歴
- 1988年3月　清風南海中学校卒業[1]
- 1991年3月　清風南海高等学校卒業[1]
- 1996年3月　神戸大学経営学部卒業[6]
- 1996年4月　日本電信電話株式会社入社
- 1997年9月　合資会社デジタルネットワークサービス設立　代表社員に就任
- 2000年1月　株式会社インフォキャスト設立　代表取締役に就任
- 2000年9月　インデックスデジタル株式会社設立　代表取締役社長に就任
- 2000年10月　株式会社インフォキャストを楽天株式会社に売却
- 2005年6月　シナジーマーケティング株式会社設立　代表取締役に就任
- 2007年11月　シナジーマーケティング株式会社を大阪証券取引所ヘラクレス（現JASDAQ）へ上場
- 2014年10月　シナジーマーケティング株式会社をヤフー株式会社に売却
- 2016年9月　株式会社マーケットエンタープライズ　社外取締役に就任（現任）
- 2017年3月　株式会社アディッシュ　社外取締役に就任
- 2017年2月　株式会社 ペイフォワード　代表取締役に就任（現任）
- 2019年1月　株式会社スペースエンジン　社外取締役に就任（現任）
- 2019年7月　シナジーマーケティング株式会社をヤフー株式会社から買い戻し経営復帰、取締役会長に就任（現任）
- 2019年8月　株式会社エニキャリ　社外取締役に就任（現任）
- 2019年12月　株式会社オンデック　社外取締役に就任（現任）
- 2020年1月　ハッピーPR株式会社設立　代表取締役に就任（現任）
- 2020年4月　国立大学法人神戸大学客員教授に就任（現任）
- 2020年6月　株式会社マンダム　社外取締役に就任（現任）